# Carnival Conquest
 (juillet 2010).
Le Carnival Conquest est un bateau de croisière appartenant a la compagnie de croisière Carnival Cruise Lines.
Le Carnival Conquest est le premier bateau de la classe Conquest, de la société Carnival Cruise Lines.
Il a officiellement été mis en service en 2007, dans le port de Rome.
L'Organisation maritime internationale a enregistré ce bateau sous le numéro : 9198355.

## Description
Le Carnival Conquest est un navire de 290 mètres de long, de 35 mètres de large et d'une jauge brute de 110 000 pour une capacité de 2 974 passagers.
Ce navire peut naviguer à une vitesse de 22,7 nœuds, il est équipé de 6 moteurs dont 4 moteurs diesel Sulzer 16 ZAV et 2 moteurs diesel Sulzer 12 ZAV.
Le Carnival Conquest dispose de garde d'enfants, service blanchisserie, location de smoking, internet café, jacuzzis, infirmerie et service postal.
À l'intérieur des suites, différents services sont fournis, tel que : service de chambre, minibar, télévision, réfrigérateur et coffre-fort.
Les activités à bord sont nombreuses : comédie spectacles, casino, discothèque, piano-Bar, salle de jeux, librairie, bibliothèque, sports et conditionnement physique, spa, salon de fitness, ping-pong, jeu de palet, aérobic, jogging, piscine, basket-ball, volley-ball et golf.

## Itinéraire

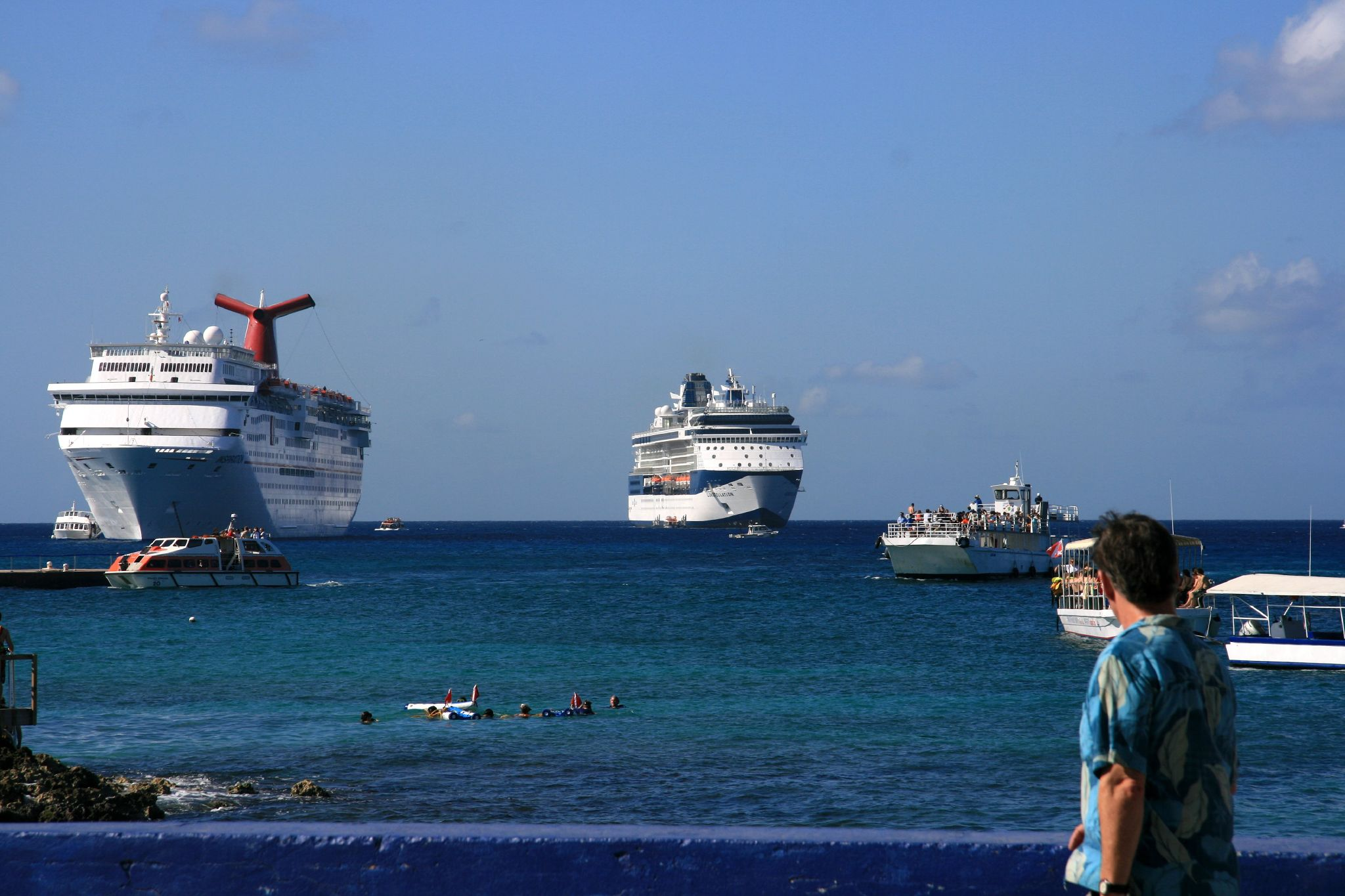
Le port de Grand Cayman
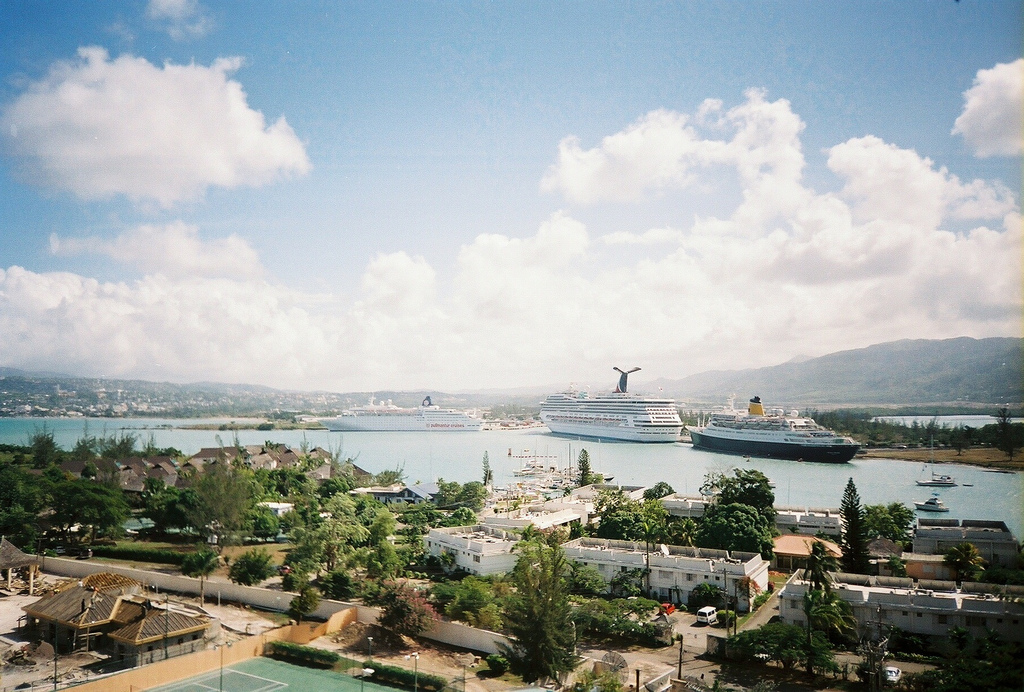
Le port de Montego Bay
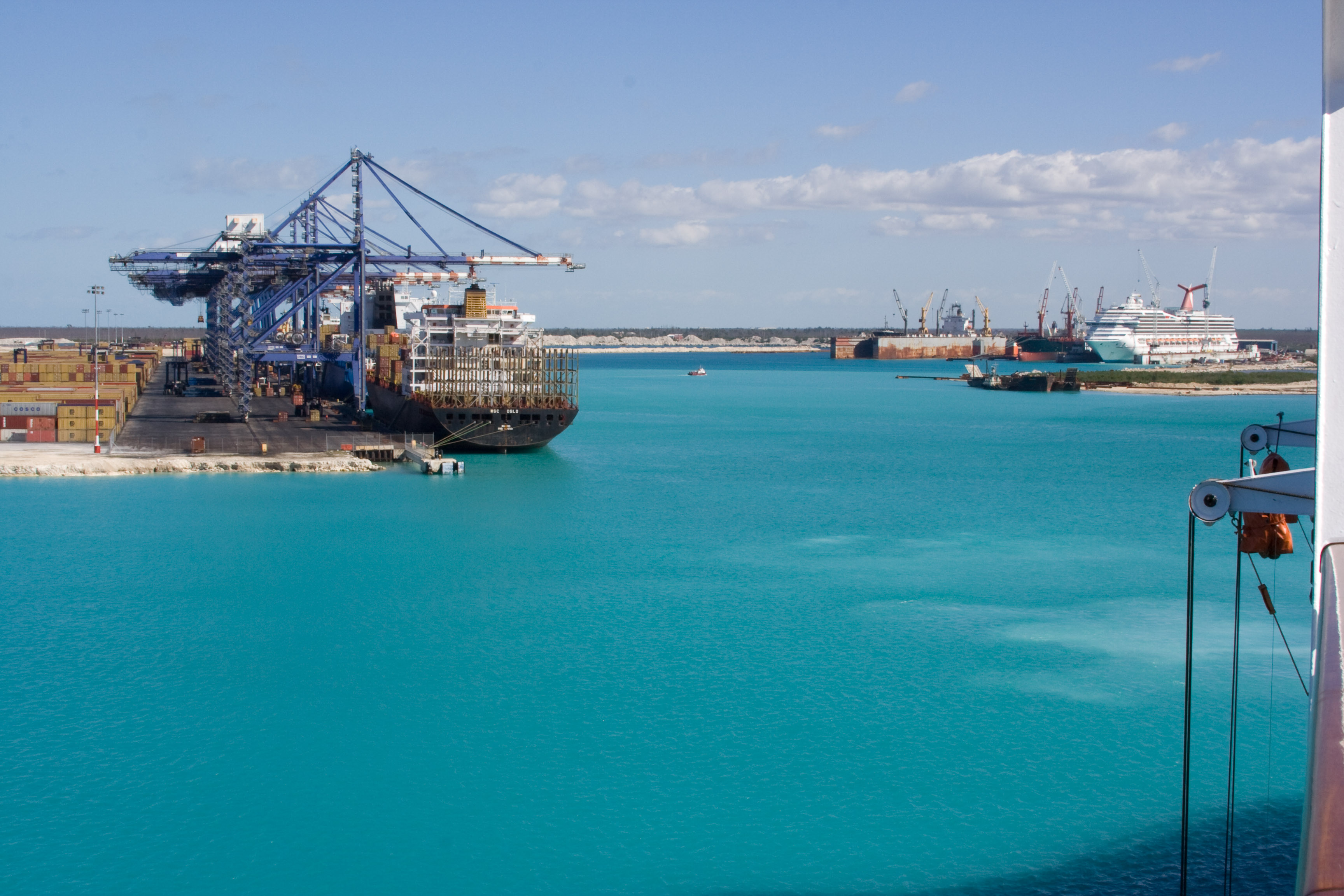
Port de Freeport
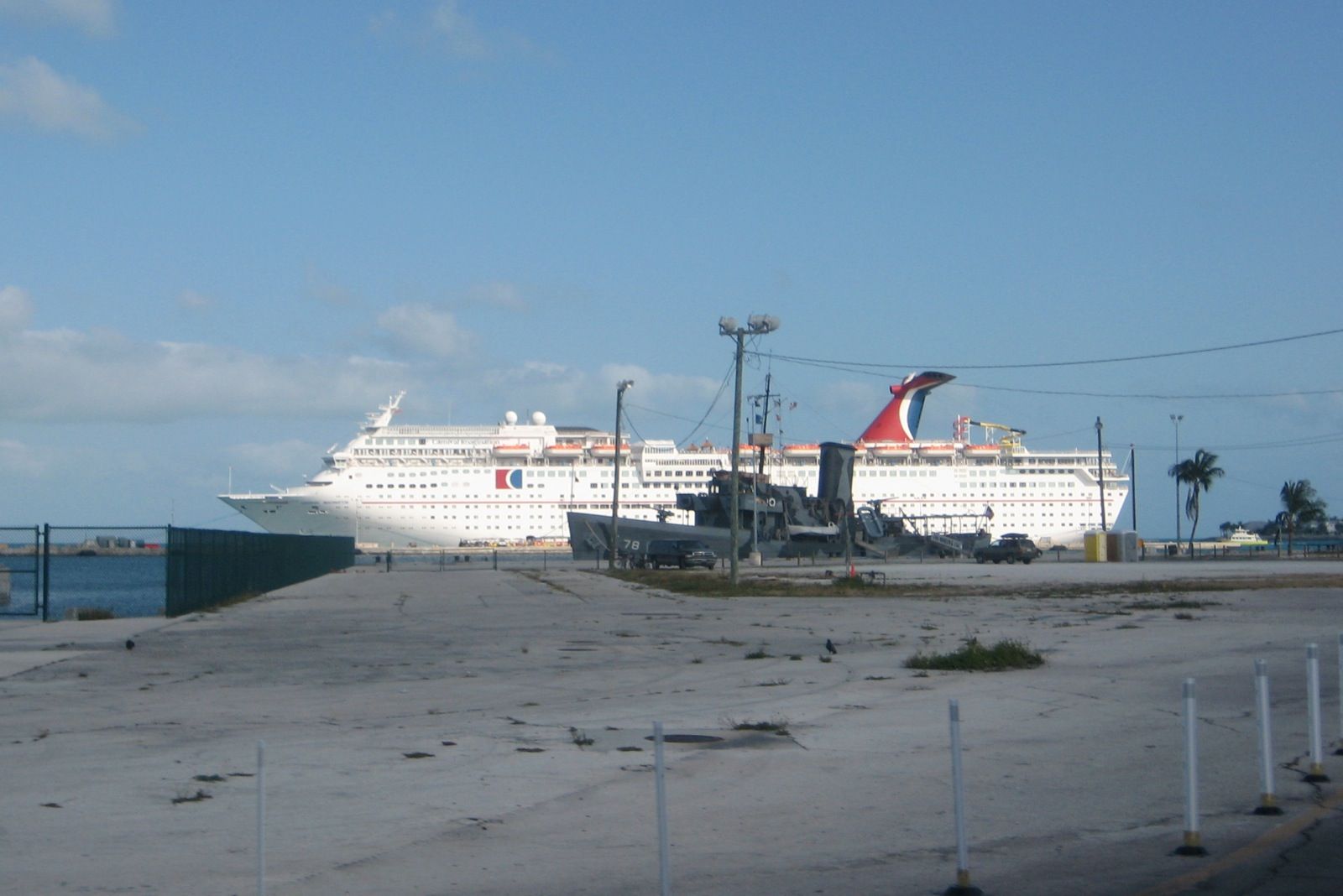
Le port de Key West

Le Carnival Conquest est actuellement basé à Galveston au Texas, plus précisément du terminal Bayport Cruise Terminal.
Il réalise plusieurs croisières différentes :
|       | Jour 1    | Jour 2 | Jour 3  | Jour 4       | Jour 5      | Jour 6 | Jour 7 |
| ----- | --------- | ------ | ------- | ------------ | ----------- | ------ | ------ |
| Lieux | Galveston | En mer | Cozumel | Grand Cayman | Montego Bay | En mer | En mer |

Cette croisière est disponible jusqu'au 21 décembre 2008
|       | Jour 1    | Jour 2 | Jour 3 | Jour 4      | Jour 5       | Jour 6  | Jour 7 |
| ----- | --------- | ------ | ------ | ----------- | ------------ | ------- | ------ |
| Lieux | Galveston | En mer | En mer | Montego Bay | Grand Cayman | Cozumel | En mer |

Cette croisière sera disponible à partir du 4 janvier 2009.
|       | Jour 1    | Jour 2 | Jour 3   | Jour 4   | Jour 5 | Jour 6 | Jour 7 |
| ----- | --------- | ------ | -------- | -------- | ------ | ------ | ------ |
| Lieux | Galveston | En mer | Key West | Freeport | Nassau | En mer | En mer |

Cette croisière sera disponible à partir du 15 février 2009.

## Ponts
Le Carnival Conquest possède 13 ponts :
- Pont 1 - Riviera
- Pont 2 - Main
- Pont 3 - Lobby
- Pont 4 - Atlantic
- Pont 5 - Promenade
- Pont 6 - Upper
- Pont 7 - Empress
- Pont 8 - Veranda
- Pont 9 - Lido
- Pont 10 - Panorama
- Pont 11 - Spa
- Pont 12 - Sun
- Pont 13 - Sky

### Pont 1 - Riviera
Le pont 1 est principalement constitué de cabines
- 142 cabines avec balcon extérieur (100 d'entre elles sont situées au milieu du navire, 22 à l'avant et 20 à l'arrière). Sur les 142 cabines avec balcon, 68 disposent de doubles lits et canapés convertibles simples, et 25 de lits doubles ou kings et canapés convertibles,
- 4 cabines avec hublots sur le pont Riviera, elles sont situées à l'avant du navire,
- 58 cabines du pont Riviera sont situées au centre du navire et ne disposeNT pas de vue sur la mer
- 60 cabines sont à l'intérieur dont 32 à l'avant et 18 à l'arrière du navire,

68 cabines peuvent être assemblées deux par deux afin d'agrandir les chambres et d'accueillir des familles plus nombreuses.
Le pont Riviera est accessible par 4 escaliers ou par 14 ascenseurs dont 4 à l'arrière, 4 au milieu et 6 à l'avant du navire.

### Pont 2 - Main

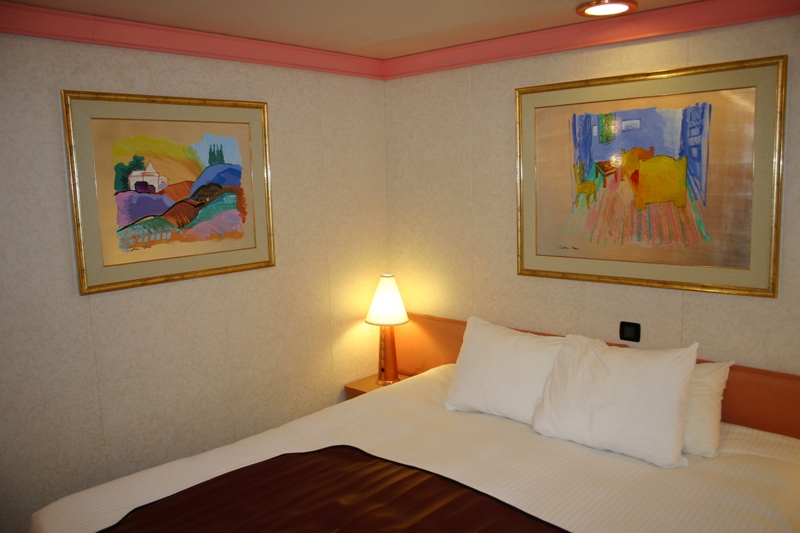
Une cabine du Carnival Conquest

Le pont 2 est également constitué de cabines.
Ce pont du Carnival Conquest est accessible par 5 escaliers et 14 ascenseurs dont 4 au milieu, 4 à l'arrière et 6 à l'avant du navire.
Il possède 34 cabines à l'arrière du bateau et avec vue sur mer, 98 cabines avec vue sur mer sont situées au milieu du navire et 40 avec vue sur mer sont à l'avant du navire.
Le pont Main dispose également de cabines intérieures, dont 34 à l'avant, 53 au milieu et 20 à l'arrière.
Ce pont dispose donc de 279 cabines.

### Pont 3 - Lobby
Le pont 3 est constitué de :
- Théâtre "Toulouse Lautrec"
- Restaurant "Renoir"
- Restaurant "Monet"
- Galerie marchande
- Bureau des excursions
- Pont extérieur
- Atrium

Ce pont est accessible par 14 ascenseurs, mais également par 5 escaliers.

### Pont 4 - Atlantic
Le pont Atlantic est constitué de :
- Bibliothèque
- Restaurant "Monet"
- Restaurant "Renoir"
- Bar "Alfred's"

Ce bar peut accueillir 30 personnes en même temps.
- Internet café

ainsi que les canots de sauvetage.

### Pont 5 - Promenade
Le pont promenade dispose de :
- Bar "Impression"
- Bar "Gauguin"
- Bureau des formalités
- Magasin "Carnival"
- Théâtre "Toulouse Lautrec"

Ce théâtre peut accueillir 1 400 personnes.
- Casino "Tahiti"
- Sushi bar
- Club O²
- Vidéo arcade
- Café Fans
- Bar "Latour"
- Restaurant "Henry's"
- Restaurant "Vincent's"
- Bar "Blues"
- Théâtre "Degas"

Ce théâtre peut accueillir 400 personnes.

### Pont 6 - Upper
Ce pont comporte 270  cabines reparties comme suit :
- 100 au milieu du navire, elles disposent de balcons sur l'extérieur.
- 28 à l'arrière avec vue sur l'extérieur.
- 45 à l'avant du navire avec vue sur l'extérieur.
- 23 à l'avant du navire à l'intérieur,
- 18 à l'arrière du bateau et à l'intérieur.
- 56 au centre du pont à l'intérieur.

### Pont 7 - Empress
Ce pont comporte essentiellement des cabines dont :
- 10 suites Penthouse,
- 40 suites,
- 10 suites avec balcon premium
- 75 cabines avec balcon
- 104 cabines intérieures

### Pont 8 - Véranda
Ce pont comporte essentiellement des cabines dont :
- 10 cabines avec balcon premium,
- 148 cabines avec balcon,
- 99 cabines intérieures

### Pont 9 - Lido
Le pont Lido dispose de :
- 2 suites,
- 56 cabines avec balcon,
- 32 cabines intérieures
- Piscine
- Grand buffet
- Bar "Paul's"
- Restaurant "Cézanne"
- Pizzeria
- Sky bar
- Spa
- Grill

### Pont 10 - Panorama
Le pont Panorama dispose de :
- Piscine
- Restaurant
- Départ du toboggan
- 38 cabines avec balcon
- 28 cabines intérieures
- Restaurant "the point"
- Piscine à vagues

### Pont 11 - Spa
- Spa
- Sauna
- Hammam
- Gymnase
- Salon de massage
- 18 cabines

### Pont 12 - Sun
Ce pont est composé de :
- Piscine d'enfant
- Camp Carnival

### Pont 13 - Sky
Ce pont est utilisé pour le départ du toboggan.

## Changement d'itinéraire
En raison de l'épidémie de grippe mexicaine (Influenzavirus A sous-type H1N1) d'avril 2009, le Carnival Fantasy fut contraint de changer d'itinéraire :
- L'escale à Cozumel du 3 mai fut annulée.

## Galerie

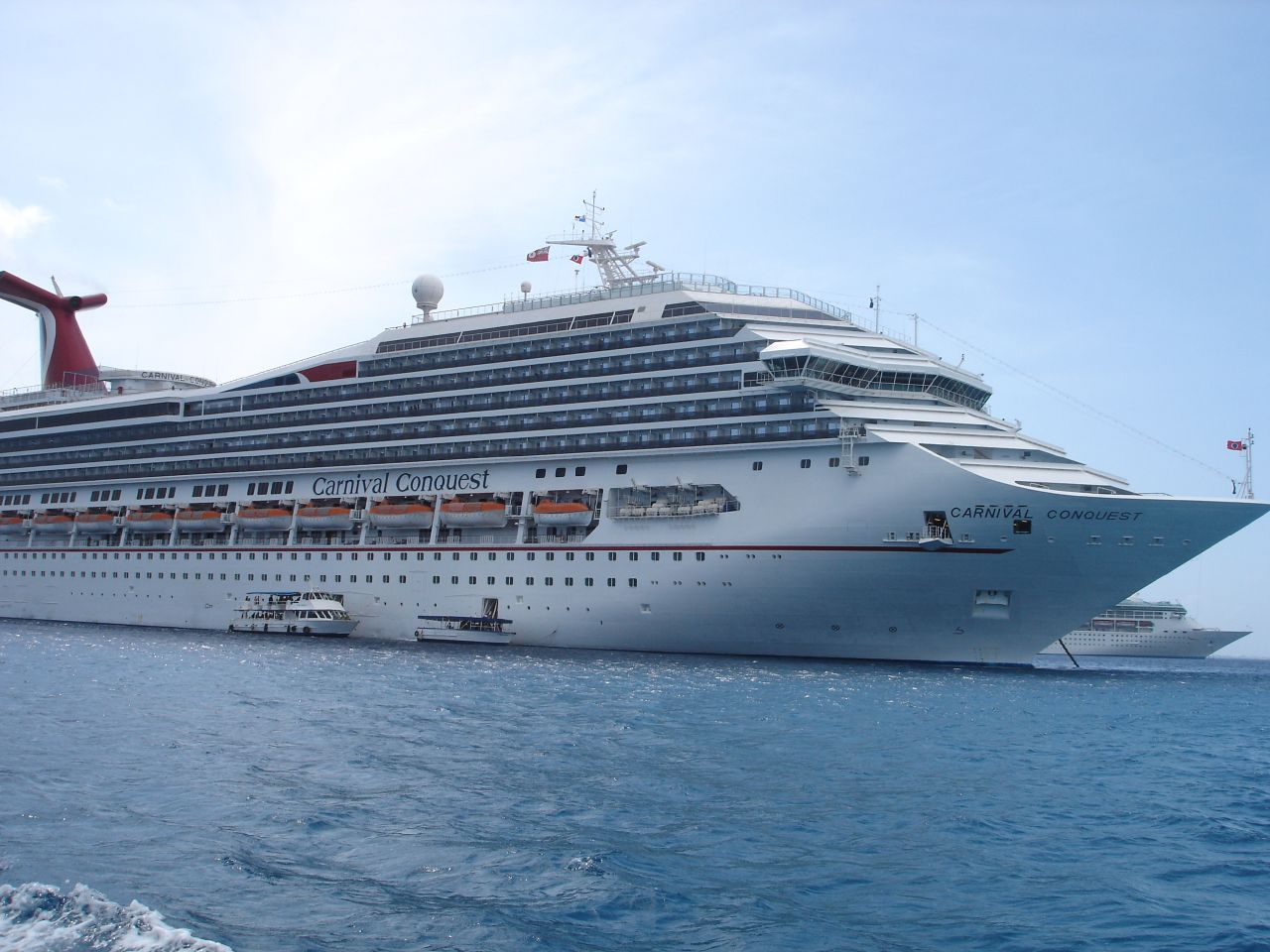
Le Carnival Conquest
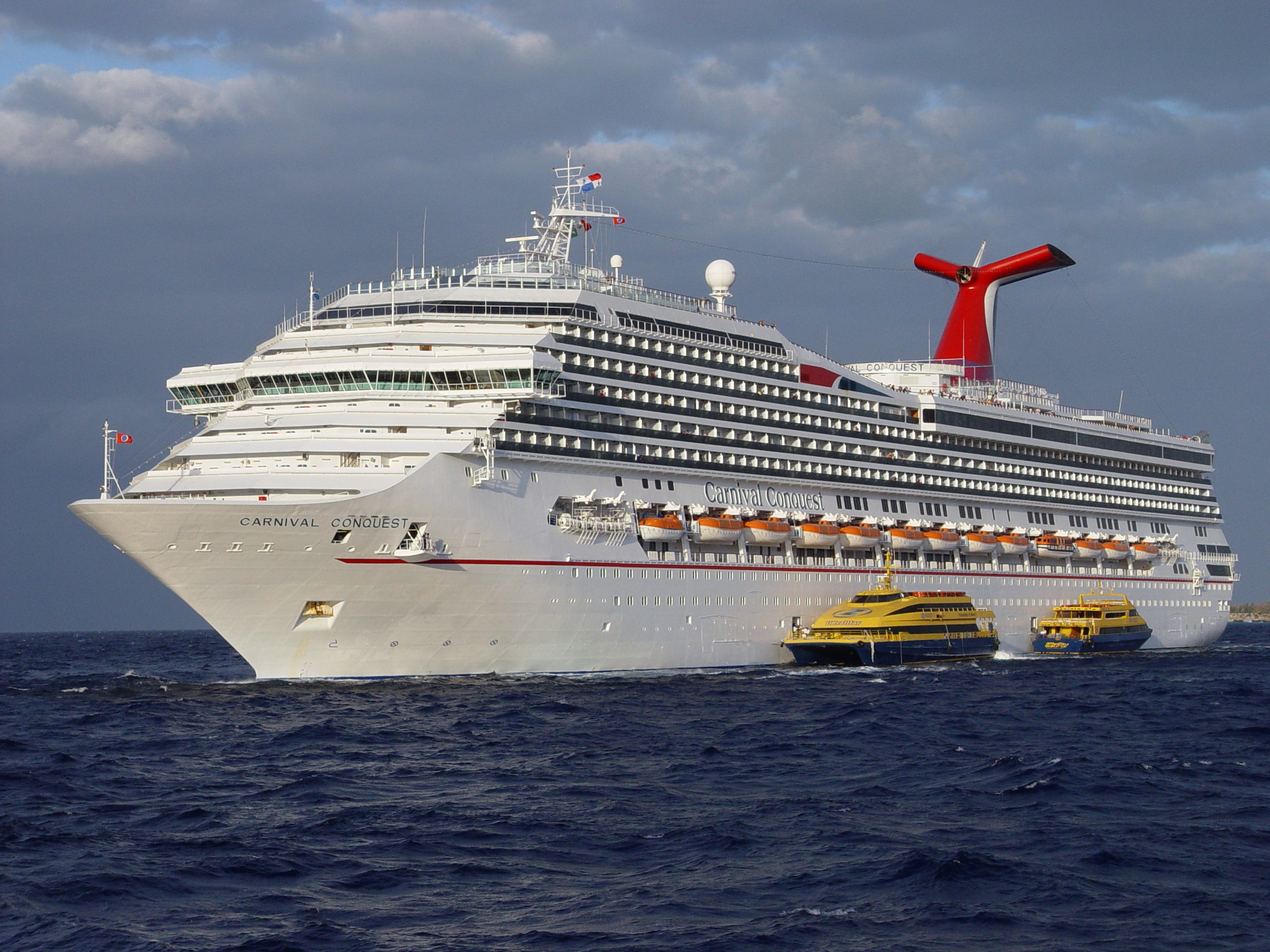
Le Carnival Conquest
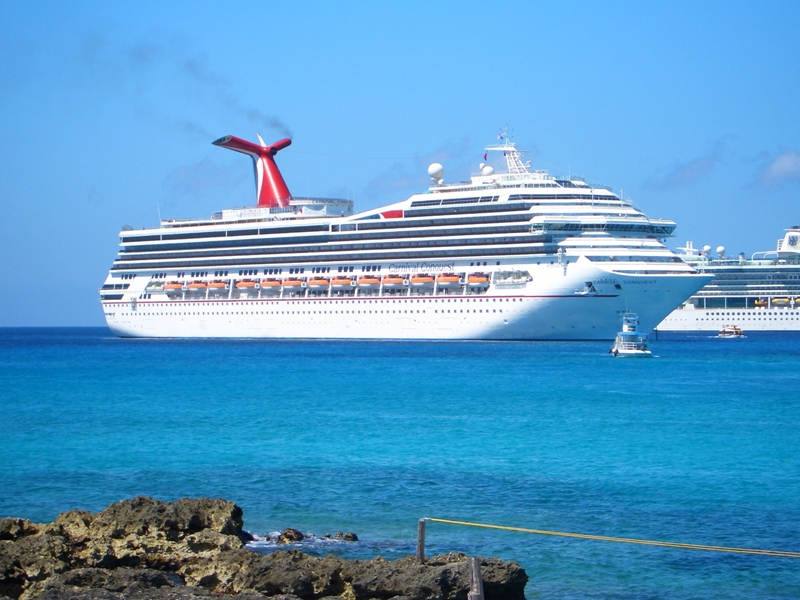
Le Carnival Conquest